# Коротченко, Игорь Юрьевич
И́горь Ю́рьевич Коро́тченко (род. 15 февраля 1960, Рига, Латвийская ССР, СССР) — российский журналист и военный эксперт, главный редактор журнала «Национальная оборона»;  учредитель и директор ООО «Центр анализа мировой торговли оружием»; член Общественного совета при Министерстве обороны России с 8 февраля 2012 года, полковник запаса.
Председатель Общественного совета при Министерстве обороны России (8 февраля 2012 — 24 апреля 2013), в 2003—2010 годах был главным редактором еженедельника «Военно-промышленный курьер».
Из-за вторжения России на Украину находится под санкциями всех стран Европейского союза, Великобритании и ряда других стран.

## Биография
Родился 15 февраля 1960 года в Риге в семье военнослужащего Советской армии.
В 1977 году поступил в Тамбовское высшее военное авиационное инженерное училище имени Ф. Э. Дзержинского, которое окончил в 1982 году.
В 1982—1985 годах проходил службу в ремонтной мастерской ВВС в посёлке Вельяминово Московской области, служил в строевых частях ВВС ВС СССР; с 1985 года проходил службу в Главном штабе ВВС СССР, служил на Узле комплексного технического контроля, 406-я лаборатория Главного штаба ВВС.
В 1987—1994 годах — на службе в Генеральном штабе Вооружённых сил СССР, затем — России.
В 1989 году был назначен начальником группы 1-го отдела 992-го Центра комплексного технического контроля связи Генштаба.
Уволен из ВС РФ по дискредитирующей 49-й статье ФЗ «О воинской обязанности и военной службе» как военнослужащий, переставший «отвечать установленным к нему законом требованиям».
С 1994 года — военный обозреватель «Независимой газеты», ведущий постоянной рубрики «НГ» «Войны и армии», был одним из инициаторов выпуска «Независимого военного обозрения», обеспечил привлечение на страницы издания широкого круга авторов из Министерства обороны России, СВР России, ГРУ, ФСБ России и ФАПСИ.
В 2003—2010 годах — главный редактор еженедельника «Военно-промышленный курьер», который покинул со скандалом, освещавшимся в прессе. В середине 2000-х годов создал интернет-портал Оборона.ru, цель которого, по оценкам экспертов, заключалась в PR-поддержке продвижения министра обороны и первого заместителя председателя Правительства России Сергея Иванова в президенты России.
С 2006 года — издатель и главный редактор журнала «Национальная оборона».
Директор Центра анализа мировой торговли оружием, автор свыше 500 статей по вопросам военной реформы, военного строительства, стратегических ядерных сил, ситуации в оборонно-промышленном комплексе, борьбы с терроризмом, деятельности спецслужб. Как военный корреспондент побывал в более чем 40 странах мира.
Был членом КПСС с 1982 по 1991 год. Имеет воинское звание «полковник запаса».
Удостоен премии Русского биографического института «Человек года—2005».
Постоянный участник политических телевизионных программ в качестве военного эксперта и аналитика. 

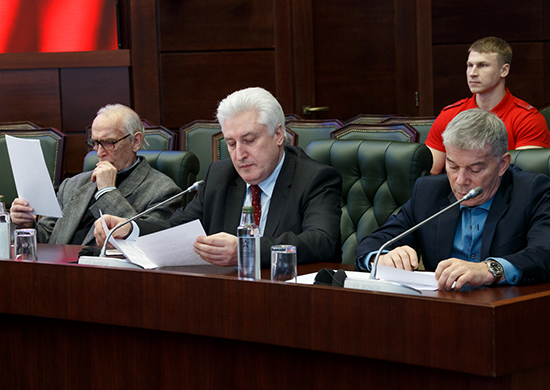
Игорь Коротченко на заседании Общественного совета при Минобороны России

8 февраля 2012 года избран председателем Общественного совета при Минобороны России (сменил Никиту Михалкова). 24 апреля 2013 года, после избрания новым председателем Общественного совета при Минобороны России Павла Гусева, является членом Общественного совета. Входит в Комиссию по информационно-пропагандистскому обеспечению военной службы.
Является членом Президиума Политического совета партии «Родина», председателем Совета партии по вопросам национальной безопасности.

## Награды
- Орден Сербского флага III степени (2025 год, Сербия)[15];
- Грамота Службы внешней разведки «За большой личный вклад в укрепление и развитие взаимодействия с СВР России»;
- Почётная грамота Федеральной службы России по контролю за оборотом наркотиков;
- Грамоты министра обороны РФ, начальника Генерального штаба Вооруженных Сил России, главнокомандующего Сухопутными войсками, командующего Ракетными войсками стратегического назначения;
- Грамота Комитета по обороне и безопасности Совета Федерации, грамота Дипломатической академии Министерства иностранных дел России
- Знак С. П. Королёва и знак Ю. А. Гагарина Федерального космического агентства;
- Серебряная медаль имени генерального конструктора ракетно-космической техники академика В. Ф. Уткина, знак «За заслуги перед авиацией» Военно-воздушных сил России.

Неоднократно поощрялся приказами министра обороны России и главнокомандующего внутренними войсками МВД России. Награждён именным оружием. Лауреат премий Союза журналистов Москвы и России.

## Санкции
8 апреле 2022 года, после вторжения России на Украину, Коротченко был включен в санкционный список Евросоюза как участник пропагандистских программ в которых давал многочисленные интервью и заявления, в которых он поддерживал или поощрял действия и политику, которые подрывают или угрожают территориальной целостности, суверенитету или независимости Украины.
21 апреля 2022 года Великобритания ввела санкции в отношении Коротченко. С 6 мая 2022 года находится под санкциями Канады за «соучастие в выборе президента Путина вторгнуться в мирную и суверенную страну».
Также находится в санкционных списках Швейцарии, Украины, Австралии и Новой Зеландии.

## Резонансы в прессе
После избрания главой Общественного совета при Министерстве обороны России в прессе появились утверждения, что Коротченко является обладателем весьма запутанной биографии. Некоторые СМИ усомнились, что известный военный эксперт говорит только правду о подробностях своей службы и, в особенности, об обстоятельствах и мотивировке своего увольнения из Генерального штаба России. Приводятся аргументы, что Коротченко вообще получил звание полковника запаса незаконно. Обстоятельства увольнения 34-летнего Коротченко из Генерального штаба в 1994 году до конца не ясны, по возрасту он явно не подходил под «отставника». По данным прессы[кто?], Коротченко был уволен в звании подполковник по подпункту 2Г пункта 2 статьи 49 Федерального закона «О воинской обязанности и военной службе». В 1994 году это означало, что «военнослужащий перестал отвечать установленным к нему законом требованиям». Имеются сведения[какие?], что Коротченко, согласно заключению аттестационной комиссии, перестал соответствовать должности по морально-психологическим качествам.
Сам Коротченко утверждает, что против него в СМИ намеренно используют инструменты «чёрного пиара», публикуя изобличительные статьи. Свою честь он готов защищать в суде. В марте 2014 года Балашихинский городской суд Московской области частично удовлетворил иск Коротченко о защите чести и достоинства к издательскому дому «ВПК-Медиа» и главному редактору газеты «Военно-промышленный курьер» Михаилу Ходарёнку в связи с опубликованной в мае 2013 года статьёй, где Коротченко необоснованно обвинили в нескольких уголовных преступлениях. С ответчиков взыскали 100 тысяч рублей, газету обязали опубликовать опровержение.
На выборах в Государственную думу VII созыва в 2016 году был выдвинут кандидатом в депутаты по федеральному списку от партии «Родина» и по Тушинскому одномандатному округу Москвы. И по федеральному списку, и в одномандатном округе выборы проиграл. В персональном качестве получил 17,34 % (около 28 тыс. голосов), но отстал в итоге от Геннадия Онищенко и Дмитрия Гудкова. На предвыборных теледебатах Коротченко в кожаной лётной куртке и тёмных очках запомнился зрителям и журналистам использованием бранной речи, истерическими криками в телеэфире, многочисленными угрозами в адрес разных политиков и политических сил. Поведение Коротченко в ходе предвыборной кампании было оценено в прессе как эксцентричное, неподобающее и недостойное.